# Troglodiplura lowryi
Espèce
Troglodiplura lowryi est une espèce d'araignées mygalomorphes de la famille des Anamidae.

## Distribution
Cette espèce est endémique du Goldfields-Esperance en Australie-Occidentale. Elle se rencontre dans la grotte Roaches Rest Cave dans la plaine de Nullarbor.

## Habitat
Cette araignée est troglobie.

## Description
La carapace du juvénile holotype redécrit par Harvey, Rix, Hillyer et Huey en 2020 mesure 10,9 mm de long sur 7,9 mm. Cette espèce est anophtalme,.

## Étymologie
Cette espèce est nommée en l'honneur de David C. et Jacoba W. J. Lowry.

## Publication originale
- Main, 1969 : « A blind mygalomorph spider from a Nullarbor Plain cave. » Journal of the Royal Society of Western Australia, vol. 52, p. 9-11.